# بني الساحلي (عبس)

تعديل مصدري - تعديل

بني الساحلي هي إحدى قرى عزلة بني حسن بمديرية عبس التابعة لمحافظة حجة، بلغ تعداد سكانها 351 نسمة حسب تعداد اليمن لعام 2004.